# 1854 en photographie
| Années de la photographie : 1851 - 1852 - 1853 - 1854 - 1855 - 1856 - 1857    |
| Décennies de la photographie : 1820 - 1830 - 1840 - 1850 - 1860 - 1870 - 1880 |

Cet article présente les faits marquants de l'année 1854 en photographie.

## Événements
- 15 novembre : création à Paris de la Société française de photographie ; son premier président est le chimiste, physicien et photographe Victor Regnault.
- Création à Londres de la London Stereoscopic and Photographic Company par George Swan Nottage et Howard John Kennard ; elle diffuse des photographies stéréoscopiques.
- Le photographe français Eugène Disdéri dépose un brevet qui marque le début de la production de masse de la photo-carte de visite ou portrait-carte : son nouvel appareil photographique utilise la technique du collodion humide et peut reproduire huit clichés sur la même plaque de verre; le tirage coûte donc huit fois moins cher.
- Les frères Bisson installent leur propre imprimerie photographique à l’hôtel de Sourdéac, 8 rue Garancière, à Paris[1].
- Les photographes canadiens Élise L'Heureux et son mari Jules-Isaïe Benoit dit Livernois cofondent à Québec un atelier photographique[2].
- Le photographe français Antoine Alary, installé à Alger depuis 1847, et Julie Leiser, veuve d'un horloger suisse, s'associent et ouvrent un atelier de photographie.
- Caroline Emily Nevill et ses sœurs Henrietta et Isabel exposent leurs photographies à la Royal Photographic Society à Londres[3].
- Création à Liverpool du magazine britannique British Journal of Photography (BJP), sous le nom de Liverpool Photographic Journal[4].

## Photographies notables

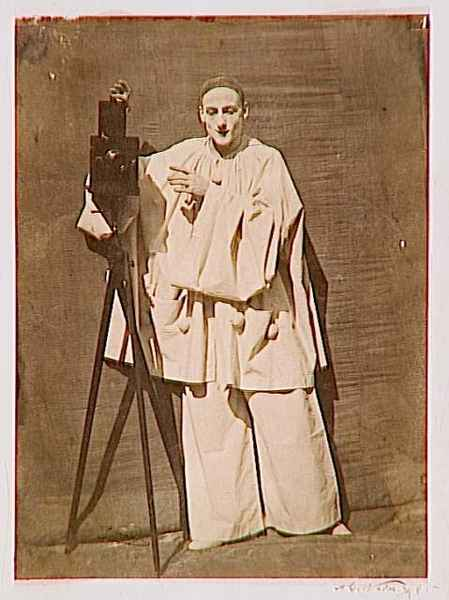
Nadar, Charles Deburau en Pierrot photographe, papier salé.

- février - mai : Roger Fenton réalise une trentaine de photographies de la reine Victoria du Royaume-Uni et de sa famille[5].
- Nadar et son frère Adrien Tournachon (dit Nadar jeune) réalisent une série de photographies du mime Charles Deburau, notamment Pierrot photographe[6].

## Livres de photographies
- John Beasley Greene, Le Nil : monuments, paysages, explorations photographiques, Lille, Imprimerie photographique de Blanquart-Évrard (lire en ligne)[7].
- Les Bords du Rhin, Lille, Imprimerie photographique Blanquart-Évrard, album de 28 photographies positives montées sur carton[8].
- Adolphe Braun présente à l'Académie des sciences à Paris un album, Fleurs photographiées, destiné à servir de modèle aux dessinateurs industriels, notamment pour les créations en textile.

## Études, essais, articles
- Auguste Belloc, Traité théorique et pratique du procédé au collodion en photographie : suivi d'éléments de chimie et d'optique appliqués à cet art, Paris, 208 p. (lire en ligne).
- Gustave Le Gray, Photographie. Traité nouveau théorique et pratique des procédés et manipulations sur papier sec, humide et sur verre au collodion, à l'albumine, Paris, Lerebours et Secretan, 387 p. (lire en ligne).
- (en) Oscar Gustave Rejlander, « Improvement in Kalotypes », The Wolverhampton Chronicle,‎ 15 novembre 1854, p. 6.

## Naissances

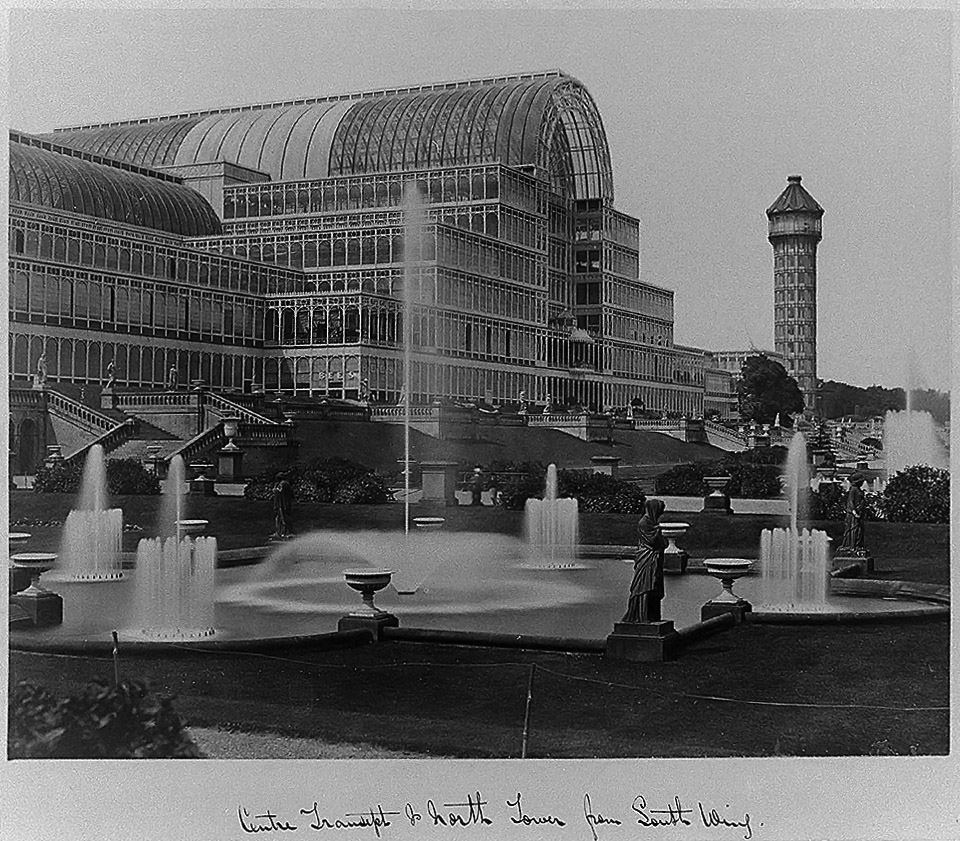
Philip Henry Delamotte, le Crystal Palace à Londres.

- 23 février : Marie Hartig Kendall, photographe américaine, morte en 1943.
- 3 mars : Joannès Barbier, photographe français, mort le 20 décembre 1909.
- 7 juillet : Adrien Soret, professeur de physique, pionnier de la radiologie et photographe amateur français, mort le 22 juin 1931.
- 12 juillet : George Eastman, industriel américain, fondateur de la société Kodak, mort le 14 mars 1932.
- 13 juillet : Eugène Dorsène, photographe français, actif dans le Périgord, mort le 30 octobre 1917.
- 19 septembre : George Davison, photographe anglais, cofondateur du pictorialisme, mort le 26 décembre 1930.
- 24 août : Gambier Bolton, photographe naturaliste britannique, mort le 29 juillet 1928.
- 13 octobre : Antonin Personnaz, collectionneur d'art et photographe français, mort le 31 décembre 1936.
- 31 octobre : Geraldine Moodie, photographe canadienne, morte le 4 octobre 1945.
- Date précise non renseignée ou inconnue :
  - Domenico Anderson, photographe italien d'origine britannique, mort le 1er janvier 1938.
  - Maruki Riyō, photographe japonais, mort en 1923.
  - Mishima Tokiwa, photographe japonais, mort en 1941.

## Célébrations
Centenaire de naissance
- Gilles-Louis Chrétien